# ميرينيا (آن)
ميرينيا (بالفرنسية: Mérignat)‏ هي بلدية فرنسية تقع في إقليم الآن في فرنسا. رمز إنسي لها هو:1242. أما الرمز البريدي لها فهو: 1450.